# یاروسلاف هلان
یاروسلاف هلان (لهستانی: Yaroslav Halan; ۲۷ ژوئیهٔ ۱۹۰۲ – ۲۴ اکتبر ۱۹۴۹) نویسنده، نمایشنامه‌نویس، publicist، سیاستمدار، پروپاگاندا، مجری رادیو اهل جمهوری دوم لهستان بود. وی بین سال‌های ۱۹۲۷ تا ۱۹۴۹ میلادی فعالیت می‌کرد.
همچنین برندهٔ جوایزی همچون جایزه دولتی اتحاد شوروی شده‌است.